# L'Union (Haute-Garonne)
Pour les articles homonymes, voir L'Union.
L'Union est une commune française située dans le nord-est du département de la Haute-Garonne, en région Occitanie.
Sur le plan historique et culturel, la commune est dans le Pays toulousain, qui s’étend autour de Toulouse le long de la vallée de la Garonne, bordé à l’ouest par les coteaux du Savès, à l’est par ceux du Lauragais et au sud par ceux de la vallée de l’ Ariège et du Volvestre. Exposée à un climat océanique altéré, elle est drainée par l'Hers-Mort, la Sausse, la Seillonne, le ruisseau de Pichounelle et par divers autres petits cours d'eau.
L'Union est une commune urbaine qui compte 12 410 habitants en 2022, après avoir connu une forte hausse de la population depuis 1962. Elle est dans l'agglomération toulousaine et fait partie de l'aire d'attraction de Toulouse. Ses habitants sont appelés les Unionais ou  Unionaises.

## Géographie

### Localisation
La commune de l'Union se trouve dans le département de la Haute-Garonne, en région Occitanie.
Sur le plan historique et culturel, L'Union fait partie du pays toulousain, une ceinture de plaines fertiles entrecoupées de bosquets d'arbres, aux molles collines semées de fermes en briques roses, inéluctablement grignotée par l'urbanisme des banlieues.
Elle se situe à 7 km à vol d'oiseau de Toulouse, préfecture du département
La commune fait en outre partie du bassin de vie de Toulouse.
Les communes les plus proches sont : 
Saint-Jean (1,9 km), Launaguet (3,0 km), Saint-Geniès-Bellevue (3,0 km), Rouffiac-Tolosan (3,4 km), Montrabé (3,6 km), Castelmaurou (4,4 km), Saint-Loup-Cammas (4,5 km), Aucamville (4,6 km).
L'Union est limitrophe de six autres communes.
| Launaguet | Saint-Geniès-Bellevue | Saint-Jean |
| Toulouse  | L'Union               |            |
|           | Balma                 | Montrabé   |

### Géologie et relief
La superficie de la commune est de 677 hectares ; son altitude varie de 132 à 196 mètres.

### Hydrographie

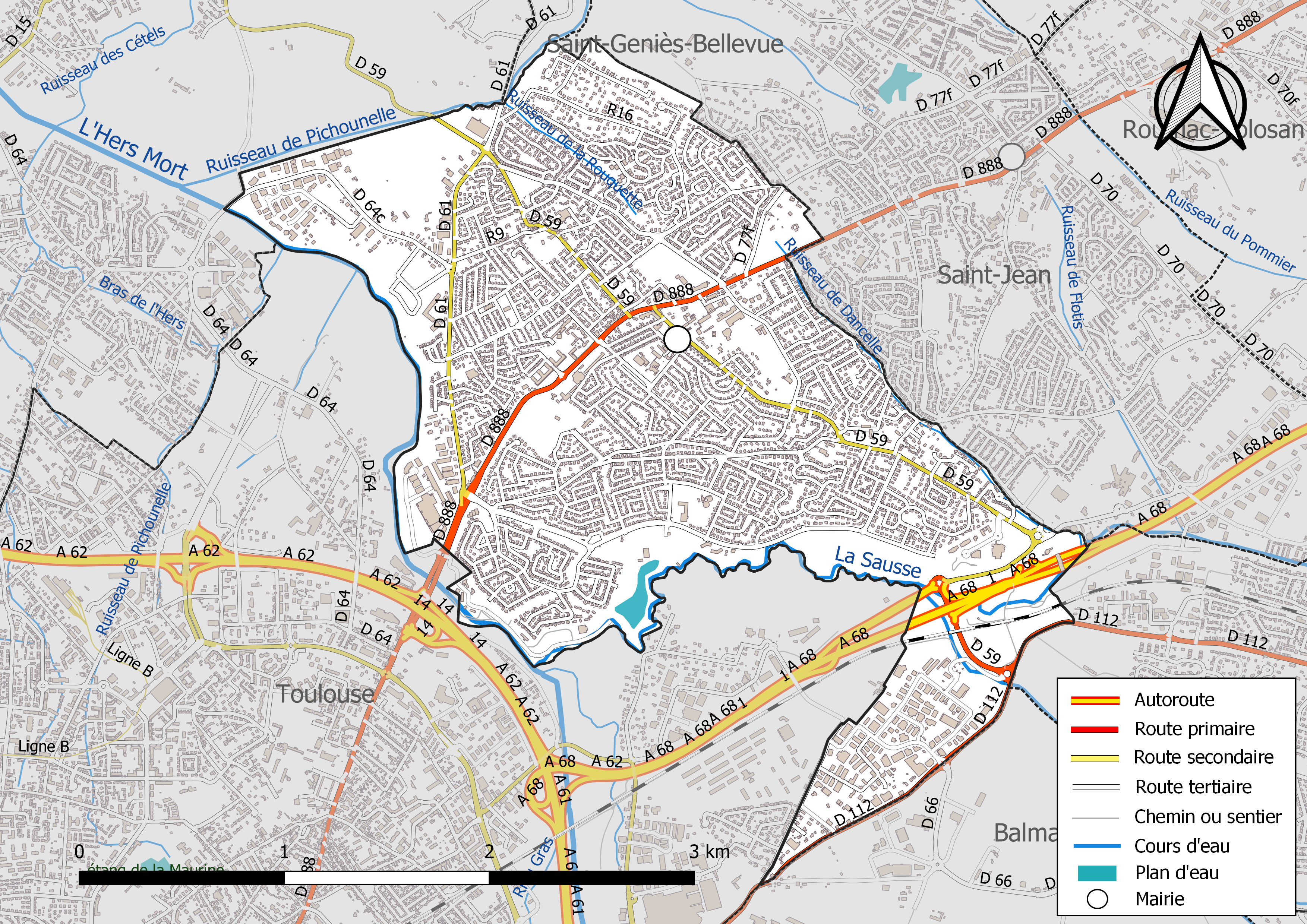
Réseaux hydrographique et routier de l'Union.

La commune est dans le bassin de la Garonne, au sein du bassin hydrographique Adour-Garonne. Elle est drainée par l'Hers-Mort, la Sausse, la Seillonne, le ruisseau de Pichounelle, un bras de l'Hers, le ruisseau de Dancelle et le ruisseau de la Rouquette, constituant un réseau hydrographique de 8 km de longueur totale,.
L'Hers-Mort, d'une longueur totale de 89,3 km, prend sa source dans la commune de Laurac (11) et s'écoule du sud-est vers le nord-ouest. Il traverse la commune et se jette dans la Garonne à Grenade, après avoir traversé 40 communes.
La Sausse, d'une longueur totale de 22,1 km, prend sa source dans la commune de Lanta et s'écoule du sud-est vers le nord-ouest. Elle traverse la commune et se jette dans l'Hers-Mort à Toulouse, après avoir traversé 11 communes.
La Seillonne, d'une longueur totale de 24,1 km, prend sa source dans la commune de Caraman et s'écoule du sud-est vers le nord-ouest. Elle se jette dans la Sausse sur le territoire communal, après avoir traversé 11 communes.

### Climat
Pour des articles plus généraux, voir Climat de l'Occitanie et Climat de la Haute-Garonne.
En 2010, le climat de la commune est de type climat du Bassin du Sud-Ouest, selon une étude s'appuyant sur une série de données couvrant la période 1971-2000. En 2020, Météo-France publie une typologie des climats de la France métropolitaine dans laquelle la commune est exposée à un climat océanique altéré et est dans la région climatique Aquitaine, Gascogne, caractérisée par une pluviométrie abondante au printemps, modérée en automne, un faible ensoleillement au printemps, un été chaud (19,5 °C), des vents faibles, des brouillards fréquents en automne et en hiver et des orages fréquents en été (15 à 20 jours).
Pour la période 1971-2000, la température annuelle moyenne est de 13,3 °C, avec une amplitude thermique annuelle de 15,7 °C. Le cumul annuel moyen de précipitations est de 726 mm, avec 9,4 jours de précipitations en janvier et 5,3 jours en juillet. Pour la période 1991-2020, la température moyenne annuelle observée sur la station météorologique la plus proche, située sur la commune de Blagnac à 8 km à vol d'oiseau, est de 14,2 °C et le cumul annuel moyen de précipitations est de 627,0 mm,. Pour l'avenir, les paramètres climatiques de la commune estimés pour 2050 selon différents scénarios d'émission de gaz à effet de serre sont consultables sur un site dédié publié par Météo-France en novembre 2022.

### Milieux naturels et biodiversité
Aucun espace naturel présentant un intérêt patrimonial n'est recensé sur la commune dans l'inventaire national du patrimoine naturel,,.

## Urbanisme

### Typologie
Au 1er janvier 2024, L'Union est catégorisée grand centre urbain, selon la nouvelle grille communale de densité à sept niveaux définie par l'Insee en 2022.
Elle appartient à l'unité urbaine de Toulouse, une agglomération inter-départementale regroupant 81  communes, dont elle est une commune de la banlieue,,. Par ailleurs la commune fait partie de l'aire d'attraction de Toulouse, dont elle est une commune du pôle principal,. Cette aire, qui regroupe 527 communes, est catégorisée dans les aires de 700 000 habitants ou plus (hors Paris),.

### Occupation des sols

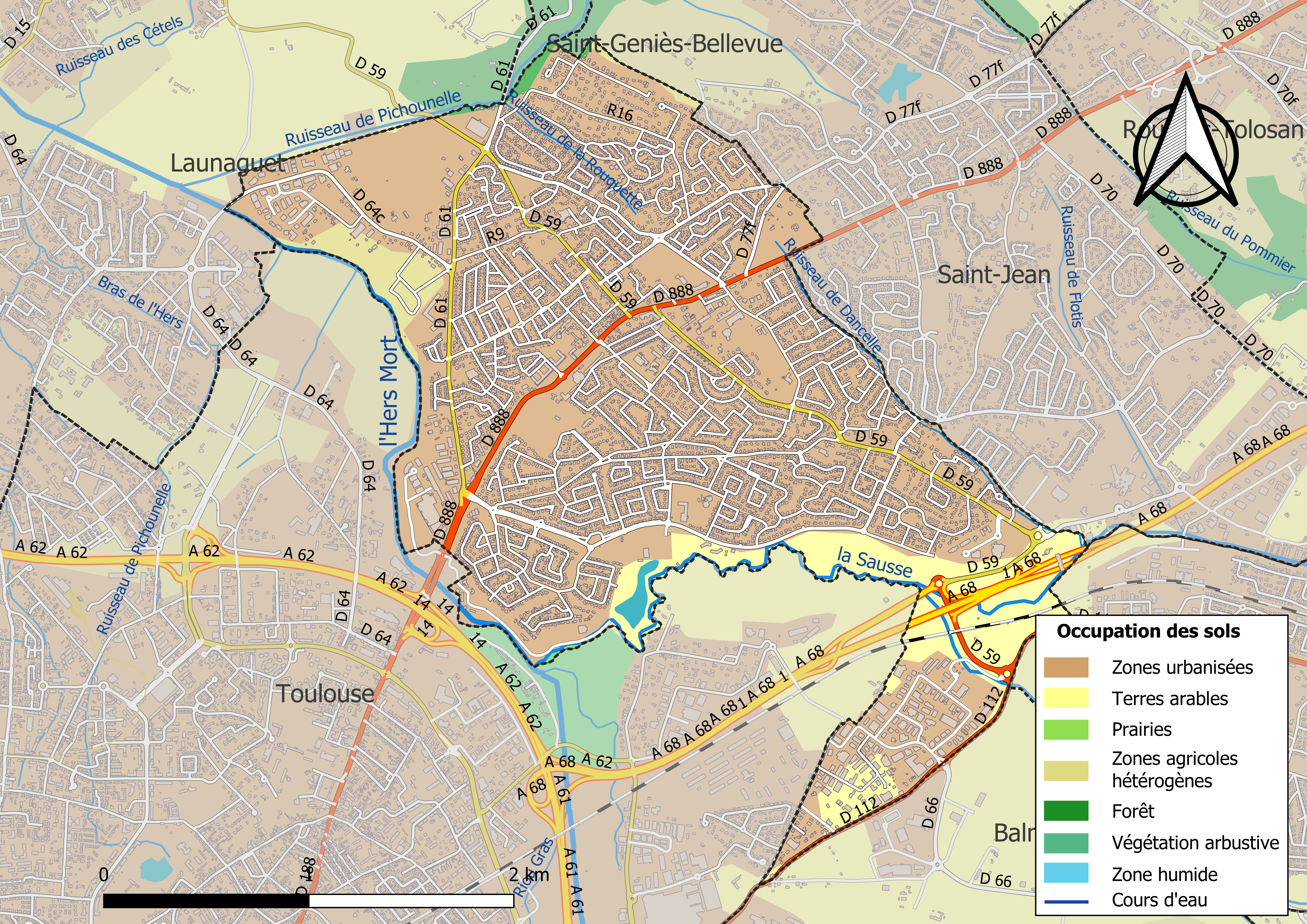
Carte des infrastructures et de l'occupation des sols de la commune en 2018 (CLC).

L'occupation des sols de la commune, telle qu'elle ressort de la base de données européenne d’occupation biophysique des sols Corine Land Cover (CLC), est marquée par l'importance des territoires artificialisés (88,7 % en 2018), en augmentation par rapport à 1990 (78,7 %). La répartition détaillée en 2018 est la suivante : 
zones urbanisées (74,7 %), zones industrielles ou commerciales et réseaux de communication (14 %), terres arables (9,5 %), zones agricoles hétérogènes (1,3 %), forêts (0,4 %). L'évolution de l’occupation des sols de la commune et de ses infrastructures peut être observée sur les différentes représentations cartographiques du territoire : la carte de Cassini (XVIIIe siècle), la carte d'état-major (1820-1866) et les cartes ou photos aériennes de l'IGN pour la période actuelle (1950 à aujourd'hui).

### Morphologie urbaine
La commune comprend un habitat très regroupé, en centre-ville, autour de plusieurs quartiers. Étant très dense (près de 2 000 habitants au km2), la commune ne compte que peu de zones encore agricoles ou naturelles telles que des forêts. La seule zone comme celle-ci est située à l'ouest, au niveau de la route de Bessières (RD61).

#### Quartiers
Des conseils de quartiers, organisés par la ville de L'Union, permettent de voir quels sont les quartiers de la commune. La commune en compte une dizaine, les plus grands étant Pyrénées, englobant le centre-ville, à droite de la route de Toulouse ; Z. I. Montredon, englobant le quartier de Montredon, à la limite avec Montrabé, au sud-est ; ou encore Z. I. La Violette, au sud-ouest, à la limite avec Toulouse.

### Logement
En 2014, le nombre total de logements dans la commune était de 5 425, alors qu'il était de 5 396 en 2009.
Parmi ces logements, 94,8 % étaient des résidences principales, 0,6 % des résidences secondaires et 4,6 % des logements vacants. Ces logements étaient pour 84,9 % d'entre eux des maisons individuelles et pour 15 % des appartements.
La proportion des résidences principales, propriétés de leurs occupants était de 77,1 %, en légère baisse par rapport à 2009 (78,6 %). La commune compte 120 logements HLM, en légère hausse par rapport à 2009 (112).

### Voies de communications et transports

#### Voies de communication
La commune est accessible par l'autoroute A68, et la sortie  1 - L'Union de celui-ci, mais aussi par la  14 - Croix-Daurade du périphérique de Toulouse. L'Union est également traversée par la route départementale 888 (ex-route nationale 88), qui relie le périphérique de Toulouse à Buzet-sur-Tarn en passant par le centre-ville.

#### Transports
L'Union est desservie par une ligne de bus à haut niveau de service, la ligne Linéo L9 du réseau Tisséo, qui relie la halle au centre-ville de Toulouse (stations Jeanne d'Arc, Jean Jaurès et Marengo SNCF), et continue jusqu'à Saint-Orens-de-Gameville, en desservant au passage le sud de L'Union, les quartiers toulousains de Croix-Daurade et de Bonnefoy et le centre-ville de Toulouse.
D'autres lignes de bus Tisséo desservent également L'Union : la ligne 33 qui relie la route de Bessières à la station Argoulets depuis Gratentour, la ligne 40 qui relie le quartier Malbou et le centre-ville à la station Borderouge, la ligne 42 qui relie la clinique de L'Union et le centre-ville à la station Borderouge, la ligne 43 qui relie le centre-ville à la station Argoulets depuis Saint-Jean, la ligne 68 qui relie la ZI Montredon à la station Balma - Gramont depuis Castelmaurou, la ligne 73 qui relie le centre-ville à la station Borderouge depuis Saint-Jean, et la ligne 76 qui relie le centre-ville à la station Argoulets depuis Lapeyrouse-Fossat.
La ligne 354 du réseau liO Arc-en-Ciel relie la commune à la station Borderouge ou à la gare routière de Toulouse depuis Buzet-sur-Tarn, et la ligne 355 relie la commune à la station Borderouge ou à la gare routière de Toulouse également depuis Villemur-sur-Tarn.
L'Union est également située à proximité des réseaux ferroviaires, avec notamment la gare de Montrabé située à proximité, mais aussi évidemment la gare de Toulouse-Matabiau, à une dizaine de kilomètres.
Enfin, l'aéroport le plus proche est l'aéroport de Toulouse-Blagnac, situé à une quinzaine de kilomètres de L'Union.

### Risques naturels et technologiques
L'Union est concernée par plusieurs risques : d'abord, la commune est concernée par un risque d'inondations, le long de la Sausse. Tout le territoire n'est cependant pas concerné.
L'Union est également concernée par un risque moyen de mouvement de terrain, ainsi qu'un risque moyen de retrait-gonflements des sols argileux. Le risque de séisme est de 1/5 (très faible).
On compte plusieurs usines non Seveso sur la commune. Il y a aussi d'anciens sites industriels sur la commune, pouvant représenter un certain risque.

## Toponymie
L'Union tire son nom de ses origines : la commune est constituée par la fusion des communes de Belbèze-lès-Toulouse (appelée aussi Belbèze) et de Lacournandrie (appelée aussi La Cornaudric) en application de l'arrêté du directoire du département de Haute-Garonne en date du 16 frimaire an II (6 décembre 1793) sous le nom de Saint-Jean-de Kyrié-Éleyson, nom de l'église où doivent se réunir les conseils communaux.
Le 20 nivôse an II (9 janvier 1794), le conseil se réunit pour adopter le nouveau nom de la commune : L'Union.
En 1868, le hameau de Saint-Jean (anciennement Saint-Jean-de Kyrié-Éleyson) acquiert son autonomie.
Le nom de Belbèze, une des communes ayant donné naissance à L’Union, vient de l’occitan bèl et véser, signifiant belvédère. C’est la même étymologie que pour les communes nommées Beauvezer et Belvèze.
On entend encore parfois des gens parler de Saint-Jean-de-l'Union, vestige des temps où les communes de Saint-Jean et L'Union ne faisaient qu'une, et référence à la paroisse du même nom. D'ailleurs, en occitan, la commune s'appelle Sent Joan le Nòu.
Ses habitants sont appelés les Unionais.

## Histoire
Lors de la retraite d'Espagne des troupes napoléoniennes sous les ordres du maréchal d'Empire Soult, le territoire de la commune fut le théâtre de combats entre ces troupes et celles du duc de Wellington lancées à leur poursuite, en marge de la bataille qui eut lieu à Jolimont (voir bataille de Toulouse).

## Politique et administration

### Tendances politiques et résultats
Politiquement, L'Union semble être une commune avec une sensibilité de droite, malgré des scores plutôt homogènes.
À titre d'exemple, lors de l'élection présidentielle de 2017, à L'Union, au premier tour, c'est Emmanuel Macron qui l'avait emporté avec 30,28 % des voix, suivi par François Fillon avec 21,84 % des voix, par Jean-Luc Mélenchon avec 19,23 % des voix et par Marine Le Pen avec 13,67 %. Au second tour, c'est Emmanuel Macron qui l'avait emporté avec 75,51 % des voix face à Marine Le Pen.
Cette tendance ne se confirme pas forcément lors des scrutins locaux : lors des municipales, un maire divers gauche a été élu en 2014. Marc Péré a été élu en 2014 avec 43,93 % des voix au second tour, lors d'une triangulaire. Il a été réélu en 2020 dès le premier tour avec 75,29 % des voix. En 2021, Marc Péré a également été élu conseiller départemental du canton Toulouse 9 avec 52 % des voix.

### Administration municipale
Le nombre d'habitants au recensement de 2017 étant compris entre 10 000 habitants et 19 999 habitants, le nombre de membres du conseil municipal pour l'élection de 2020 est de trente-trois,.

### Liste des maires
| Période       | Période          | Identité                      | Étiquette | Qualité |
| ------------- | ---------------- | ----------------------------- | --------- | --- |
| avril 1945    | 1951 (démission) | Georges Chaumeton (1903-1972) | DVD       | |
| 1951          | avril 1953       | Jean Lairs                    | DVD       | Ancien adjoint |
| avril 1953    | mars 1972        | Georges Chaumeton (1903-1972) | DVD       | Décédé en cours de mandat |
| 1972          | octobre 2008     | Georges Beyney                | DVD       | Délégué à la CA du Grand Toulouse |
| octobre 2008  | décembre 2008    | Délégation spéciale,          | -         | |
| décembre 2008 | avril 2014       | Georges Beyney                | DVD       | Retraité, maire honoraire Président du Syndicat mixte DECOSET |
| avril 2014    | En cours         | Marc Péré                     | DVG       | Cadre supérieur Conseiller départemental de Toulouse-9 (2021- ) 8e vice-président de Toulouse Métropole (2014-2020) Président du Syndicat mixte DECOSET (2014-2020) |

### Rattachements administratifs et électoraux
L'Union est située en région Occitanie, dans le département de la Haute-Garonne et l'arrondissement de Toulouse.
La commune fait partie du canton de Toulouse-9, qui englobe l'ensemble de la ville de L'Union, mais aussi Saint-Jean et les quartiers Bonnefoy, Soupetard et Marengo de Toulouse. En 2019, le canton comptait près de 55 918 habitants. Le canton compte deux élus départementaux: Marc Péré, maire de L'Union, et Caroline Honvault, conseillère municipale de Toulouse.
L'Union fait partie de la deuxième circonscription de la Haute-Garonne, qui englobe 3 cantons toulousains, mais aussi Montastruc-la-Conseillère et Montrabé. L'actuelle députée de la circonscription est Anne Stambach-Terrenoir (alliance NUPES), élue le 19 juin 2022.
L'Union fait également partie de Toulouse Métropole, intercommunalité qui englobe la majeure partie nord de l'agglomération toulousaine, ainsi que Toulouse. Il s'agit de la plus grande intercommunalité de la Haute-Garonne.

### Politique environnementale
La collecte et le traitement des déchets des ménages et des déchets assimilés ainsi que la protection et la mise en valeur de l'environnement se font dans le cadre de la métropole de Toulouse Métropole.

### Finances locales
La chambre régionale des comptes Occitanie a contrôlé les comptes et la gestion de la commune sur la période 2014-2020. Elle souligne une gestion financière saine, une capacité d'autofinancement préservée, des charges de fonctionnement maîtrisées et un endettement soutenable.
En 2022, la taxe foncière communale (TFPB) est une des plus basses de la métropole toulousaine (taux communal pour les communes de plus de 6 500 habitants). Seules 2 communes sur les 17 de plus de 6 500 habitants ont un taux plus bas.

## Population et société

### Démographie
L'évolution du nombre d'habitants est connue à travers les recensements de la population effectués dans la commune depuis 1793. Pour les communes de plus de 10 000 habitants les recensements ont lieu chaque année à la suite d'une enquête par sondage auprès d'un échantillon d'adresses représentant 8 % de leurs logements, contrairement aux autres communes qui ont un recensement réel tous les cinq ans,.

En 2022, la commune comptait 12 410 habitants, en évolution de +6,43 % par rapport à 2016 (Haute-Garonne : +8,02 %, France hors Mayotte : +2,11 %).
| 1793 | 1800 | 1806 | 1821 | 1831 | 1836  | 1841 | 1846 | 1851 |
| ---- | ---- | ---- | ---- | ---- | ----- | ---- | ---- | ---- |
| 236  | 646  | 722  | 838  | 929  | 1 036 | 882  | 893  | 857  |

| 1856 | 1861 | 1866 | 1872 | 1876 | 1881 | 1886 | 1891 | 1896 |
| ---- | ---- | ---- | ---- | ---- | ---- | ---- | ---- | ---- |
| 800  | 733  | 468  | 473  | 488  | 502  | 503  | 476  | 454  |

| 1901 | 1906 | 1911 | 1921 | 1926 | 1931 | 1936 | 1946 | 1954 |
| ---- | ---- | ---- | ---- | ---- | ---- | ---- | ---- | ---- |
| 437  | 409  | 448  | 372  | 435  | 463  | 489  | 558  | 689  |

| 1962  | 1968  | 1975  | 1982   | 1990   | 1999   | 2006   | 2011   | 2016   |
| ----- | ----- | ----- | ------ | ------ | ------ | ------ | ------ | ------ |
| 1 468 | 4 601 | 7 817 | 10 461 | 11 751 | 12 141 | 12 300 | 11 792 | 11 660 |

| 2021   | 2022   | - | - | - | - | - | - | - |
| ------ | ------ | - | - | - | - | - | - | - |
| 12 358 | 12 410 | - | - | - | - | - | - | - |

| selon la population municipale des années : | 1968 | 1975 | 1982 | 1990 | 1999 | 2006 | 2009 | 2013 |
| Rang de la commune dans le département      | 10   | 8    | 7    | 7    | 8    | 9    | 9    | 12   |
| Nombre de communes du département           | 592  | 582  | 586  | 588  | 588  | 588  | 589  | 589  |

### Enseignement
L'Union fait partie de l'académie de Toulouse. La ville comprend 3 écoles primaires et maternelles (Belbèze-lès-Toulouse, Borde-d'Olivier et Montizalguier), et le collège Georges-Chaumeton (du nom de l'ancien maire).
Le lycée le plus proche de la commune est le lycée Raymond Naves de Toulouse (c'est le lycée de secteur de L'Union).

### Manifestations culturelles et festivités
La commune de L'Union se distingue par une vie culturelle dynamique, portée par des lieux et événements variés. La Grande Halle accueille régulièrement des expositions, comme le Salon des Arts organisé par l'Association des Arts Plastiques de L'Union (AAPU), où près de 400 œuvres sont présentées au public. Le Foyer de la Grande Halle est également le théâtre d'expositions communes.
La salle des fêtes de L'Union est un autre lieu central des festivités locales. Elle a notamment accueilli la 7e édition du festival « Les Théâtrales de L'Union » en avril 2025, mettant en avant des troupes de théâtre amateur.
Le Pôle Musical de L'Union, avec près de 500 adhérents, propose des cours d'éveil et de formation musicale pour tous les âges, et organise des concerts tout au long de l'année.
Enfin, l'Estanquet de l'Olivier, café culturel et citoyen né de la volonté de la municipalité et installé dans l'ancienne mairie-école, enrichit la scène locale avec des soirées stand-up, des concerts, des expositions et des ateliers, favorisant l'expression et la créativité sous toutes leurs formes.

### Santé
De 1968 à 1991, la ville a accueilli un établissement de soins privé, la clinique de L'Union.
Depuis 1991, cette clinique a été transférée sur la commune voisine de Saint-Jean, en gardant son nom de « clinique de L'Union ».
La commune dispose de 17 médecins généralistes.
Elle dispose également d'un centre communal d'action sociale.
L'hôpital de Purpan et l'hôpital de Rangueil, deux des établissements composant le CHU de Toulouse, sont les plus proches.

### Sports
L'Union comptait jusqu'en juillet 2014 une grande association sportive nommée ASU (Club omnisports), avec plus de 5 000 adhérents, et plus de 300 dirigeants bénévoles. 26 sports dont le yoga, le football, le handball, le rugby ou encore le tennis y étaient pratiqués. Créée en 1957, l'ASU avait comme objectifs le développement de sport de masse amateur, une solidarité financière entre les différentes sections et le maintien de tarifs attractifs. Elle a été mise en liquidation judiciaire en juillet 2014 à la suite de difficultés financières. L'ASU a fait place à 16 associations, qui ont repris ses activités depuis septembre 2014.
La piscine municipale a été entièrement rénovée en 2021, offrant un bassin couvert, un bassin extérieur, des vestiaires et un snack.
Un DOJO municipal, à énergie positive, a également été reconstruit en 2020. Enfin, une maison des sports accueille le service des sports de la commune.

### Médias
La commune édite un bulletin bimestriel d'informations, dénommé L'Unionais. Un bulletin associatif est publié les mois sans L'Unionais.
Elle est couverte par les éditions locales Toulouse Métropole de France 3 Occitanie et de La Dépêche du Midi.

### Cultes
L'Union compte une église catholique, l'église Saint-Jean-Baptiste.

## Économie

### Revenus
En 2018  (données Insee publiées en septembre 2021), la commune compte 5 438 ménages fiscaux, regroupant 12 228 personnes. La médiane du revenu disponible par unité de consommation est de 26 740 € (23 140 € dans le département). 67 % des ménages fiscaux sont imposés (55,3 % dans le département).

### Emploi
|                | 2008  | 2013  | 2018  |
| -------------- | ----- | ----- | ----- |
| Commune        | 5,2 % | 6,3 % | 6,8 % |
| Département    | 7,7 % | 9,6 % | 9,3 % |
| France entière | 8,3 % | 10 %  | 10 %  |

En 2018, la population âgée de 15 à 64 ans s'élève à 6 135 personnes, parmi lesquelles on compte 77,5 % d'actifs (70,8 % ayant un emploi et 6,8 % de chômeurs) et 22,5 % d'inactifs,. Depuis 2008, le taux de chômage communal (au sens du recensement) des 15-64 ans est inférieur à celui de la France et du département.
La commune fait partie du pôle principal de l'aire d'attraction de Toulouse,. Elle compte 5 524 emplois en 2018, contre 5 678 en 2013 et 5 764 en 2008. Le nombre d'actifs ayant un emploi résidant dans la commune est de 4 490, soit un indicateur de concentration d'emploi de 123 % et un taux d'activité parmi les 15 ans ou plus de 49,3 %.
Sur ces 4 490 actifs de 15 ans ou plus ayant un emploi, 769 travaillent dans la commune, soit 17 % des habitants. Pour se rendre au travail, 76,6 % des habitants utilisent un véhicule personnel ou de fonction à quatre roues, 12,6 % les transports en commun, 7,3 % s'y rendent en deux-roues, à vélo ou à pied et 3,4 % n'ont pas besoin de transport (travail au domicile).

### Activités hors agriculture

#### Secteurs d'activités
1 614 établissements sont implantés  à l'Union au 31 décembre 2019. Le tableau ci-dessous en détaille le nombre par secteur d'activité et compare les ratios avec ceux du département,.
| Secteur d'activité                                                                                        | Commune | Commune | Département |
| Secteur d'activité                                                                                        | Nombre  | %       | %           |
| --- | ------- | ------- | ----------- |
| Ensemble                                                                                                  | 1 614   | 100 %   | (100 %)     |
| Industrie manufacturière, industries extractives et autres                                                | 95      | 5,9 %   | (5,7 %)     |
| Construction                                                                                              | 156     | 9,7 %   | (12 %)      |
| Commerce de gros et de détail, transports, hébergement et restauration                                    | 450     | 27,9 %  | (25,9 %)    |
| Information et communication                                                                              | 57      | 3,5 %   | (4,1 %)     |
| Activités financières et d'assurance                                                                      | 94      | 5,8 %   | (3,8 %)     |
| Activités immobilières                                                                                    | 55      | 3,4 %   | (4,2 %)     |
| Activités spécialisées, scientifiques et techniques et activités de services administratifs et de soutien | 335     | 20,8 %  | (19,8 %)    |
| Administration publique, enseignement, santé humaine et action sociale                                    | 258     | 16 %    | (16,6 %)    |
| Autres activités de services                                                                              | 114     | 7,1 %   | (7,9 %)     |

Le secteur du commerce de gros et de détail, des transports, de l'hébergement et de la restauration est prépondérant sur la commune puisqu'il représente 27,9 % du nombre total d'établissements de la commune (450 sur les 1 614 entreprises implantées  à l'L'Union), contre 25,9 % au niveau départemental.

#### Entreprises et commerces
Les cinq entreprises ayant leur siège social sur le territoire communal qui génèrent le plus de chiffre d'affaires en 2020 sont : 
- Standard, commerce de détail d'habillement en magasin spécialisé (59 511 k€) ;
- 3C Clim, commerce de gros (commerce interentreprises) de fournitures et équipements industriels divers (55 300 k€) ;
- Plaka Group France, commerce de gros (commerce interentreprises) de bois et de matériaux de construction (43 001 k€) ;
- Sud-Ouest Telesurveillance - Sotel, activités de sécurité privée (30 090 k€) ;
- Serience Soins De Suite Et De Readaptation - Serience SSR, hébergement social pour personnes âgées (27 872 k€).

### Revenus de la population et fiscalité
En 2019, le revenu fiscal médian par ménage était de 26 890 €. Sur les 5602 ménages fiscaux, 71 % étaient alors imposables.

### Agriculture
|               | 1988 | 2000 | 2010 | 2020 |
| ------------- | ---- | ---- | ---- | ---- |
| Exploitations | 12   | 4    | 2    | 1    |
| SAU (ha)      | 141  | 10   | 14   | 11   |

La commune est dans le Lauragais, une petite région agricole occupant le nord-est du département de la Haute-Garonne, dont les coteaux portent des grandes cultures en sec avec une dominante blé dur et tournesol. En 2020, l'orientation technico-économique de l'agriculture  sur la commune est la culture de légumes ou champignons. Une seule  exploitation agricole ayant son siège dans la commune est recensée lors du recensement agricole de 2020 (12 en 1988). La superficie agricole utilisée est de 11 ha,,.
En 2024, la municipalité a lancé sa propre Ferme Maraîchère Biologique afin d'alimenter en légumes frais et locaux la restauration municipale (cantine scolaire, crèche, repas à domicile). Développée et entretenue par un agent municipal, la ferme produira ses premiers légumes dès le printemps 2025.

### Emploi
En 2019, la population âgée de 15 à 64 ans s'élevait à 6 322 personnes, parmi lesquelles on comptait 77,8 % d'actifs dont 70,9 % ayant un emploi et 6,9 % de chômeurs. Le nombre de chômeurs étaient de 434.
On comptait 5 633 emplois dans la zone d'emploi, contre 5678 en 2013. Le nombre d'actifs ayant un emploi résidant dans la zone d'emploi étant de 4630, l'indicateur de concentration d'emploi est de 121,7 %, ce qui signifie que la zone d'emploi offre un peu plus d'un emploi pour un habitant actif.

### Entreprises et commerces
Au 31 décembre 2019, L'Union comptait 1 614 établissements. Au 1er janvier 2022, 4 hôtels étaient situés sur la commune.
En 2021, 201 entreprises ont été créées à L'Union, dont 139 sont des entreprises individuelles.
L'Union héberge plusieurs entreprises dont le fabricant de pianos Chavanne ou Medsys.

## Culture locale et patrimoine

### Lieux et monuments
- La commune abrite un olivier millénaire[64], sur la place de la mairie. Il est originaire de Huesca en Espagne.
- L'église Saint-Jean-Baptiste présente une architecture des plus remarquables (XIXe siècle).
- Le château de Malpagat (XIXe siècle), à l'intérieur du parc de même nom, accueille à présent entre autres l'association des arts plastiques et l'école de musique. Les mariages y sont célébrés depuis 2018.
- Le château de la Cornaudric et son parc, domaine privé jusqu'en 2020, va devenir domaine public durant l'année 2022[65].
- Le lac de Saint-Caprais, situé en bord de Sausse, propose un parcours santé, de vastes étendues herbeuses, des aires de jeux, une halle ouverte, à proximité immédiate du complexe sportif de Saint-Caprais.
- La Grande halle est une grande salle de spectacle qui accueille régulièrement des artistes, lorsqu'elle n'est pas le lieu de forums ou autres expositions.

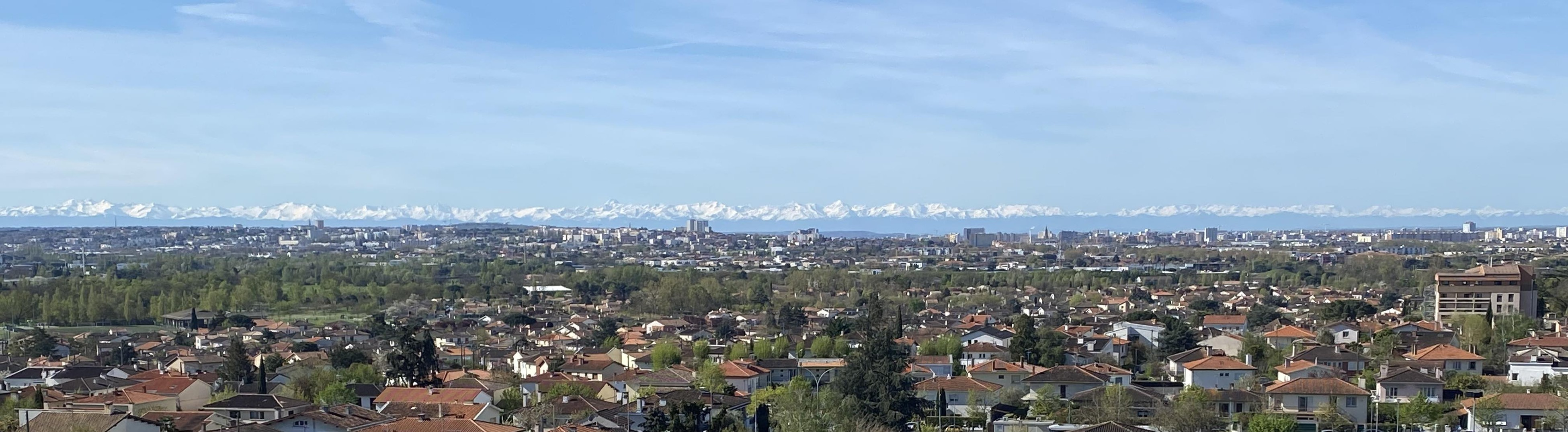
L'Union surplombant Toulouse et les Pyrénées

- Monument aux morts.L'Union surplombant Toulouse et les Pyrénées

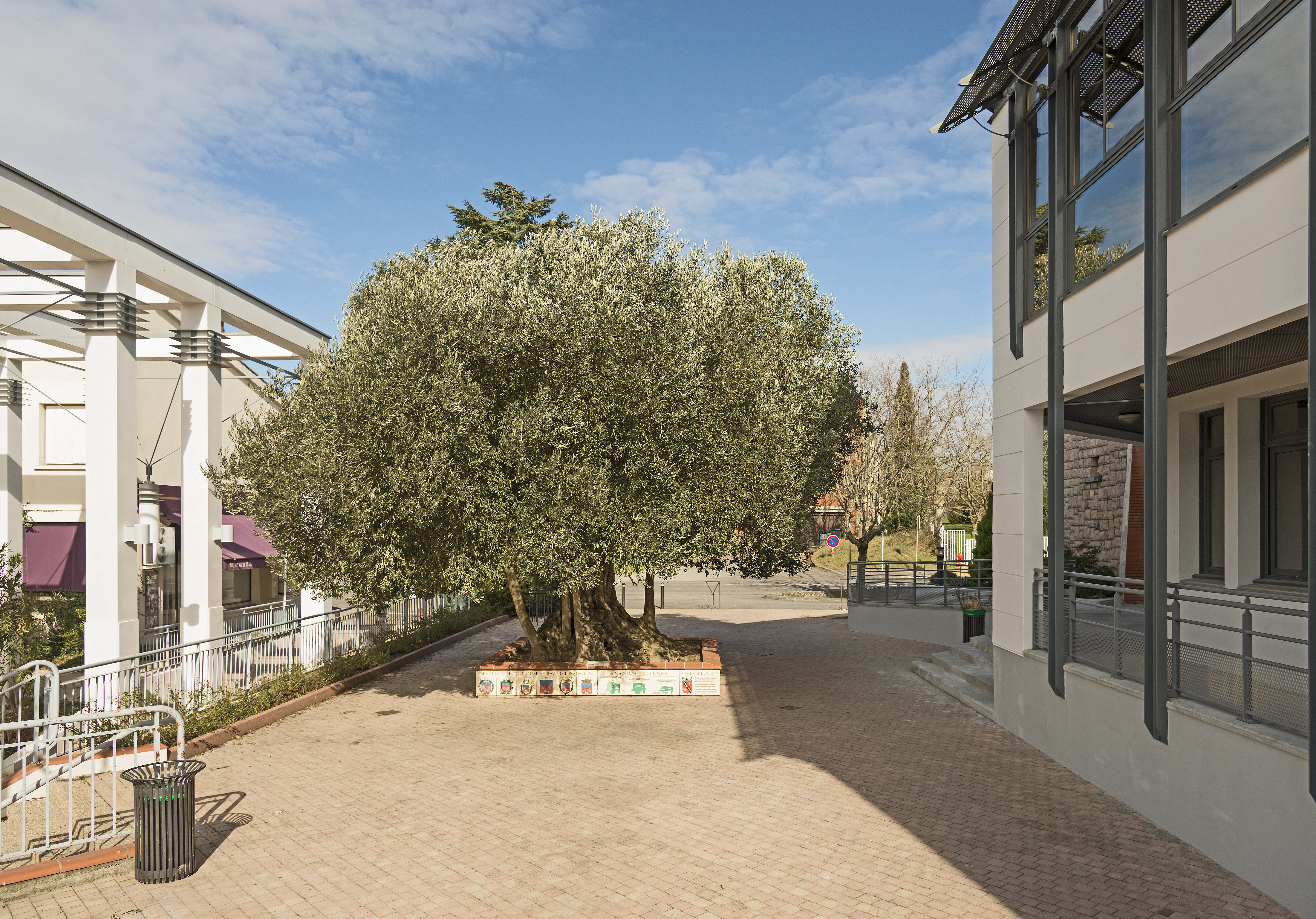
Olivier millénaire.
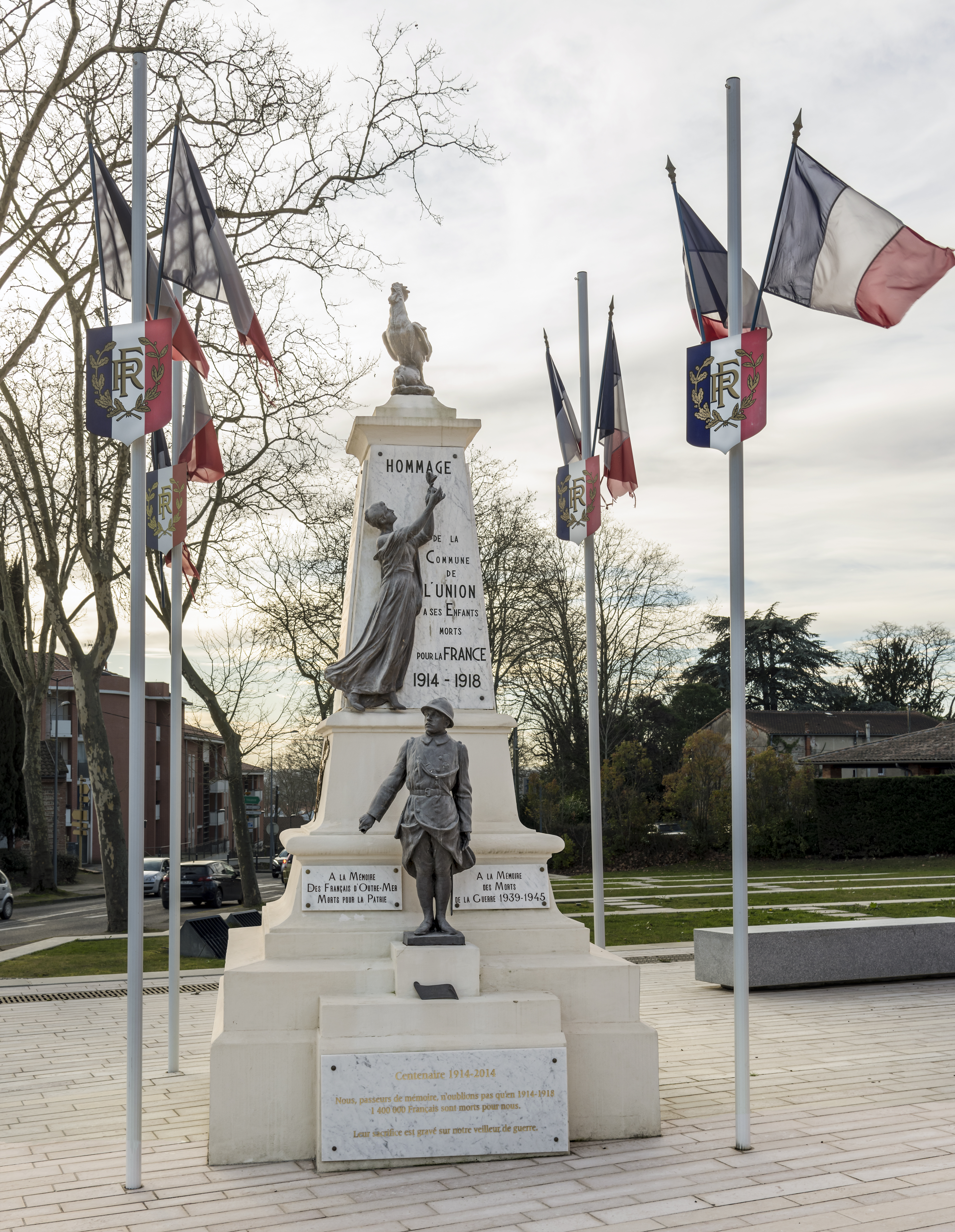
Le monument aux morts.
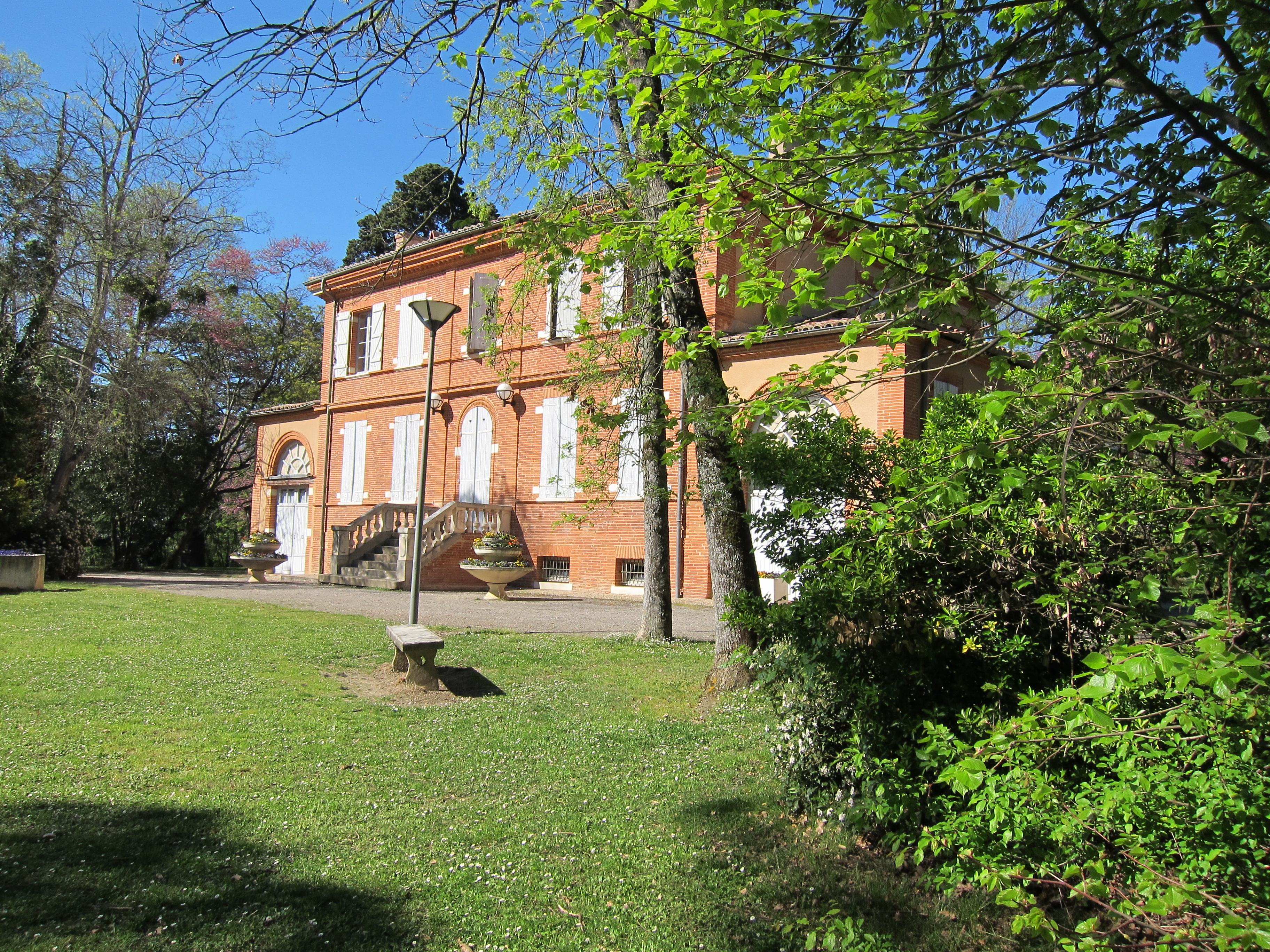
Le château de Malpagat.
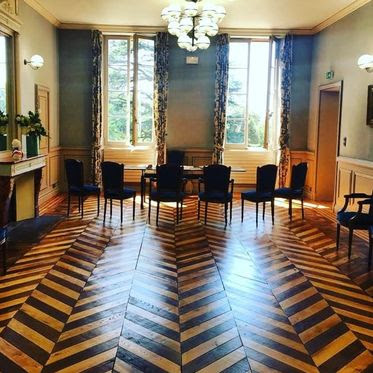
Salle des mariages du château Malpagat
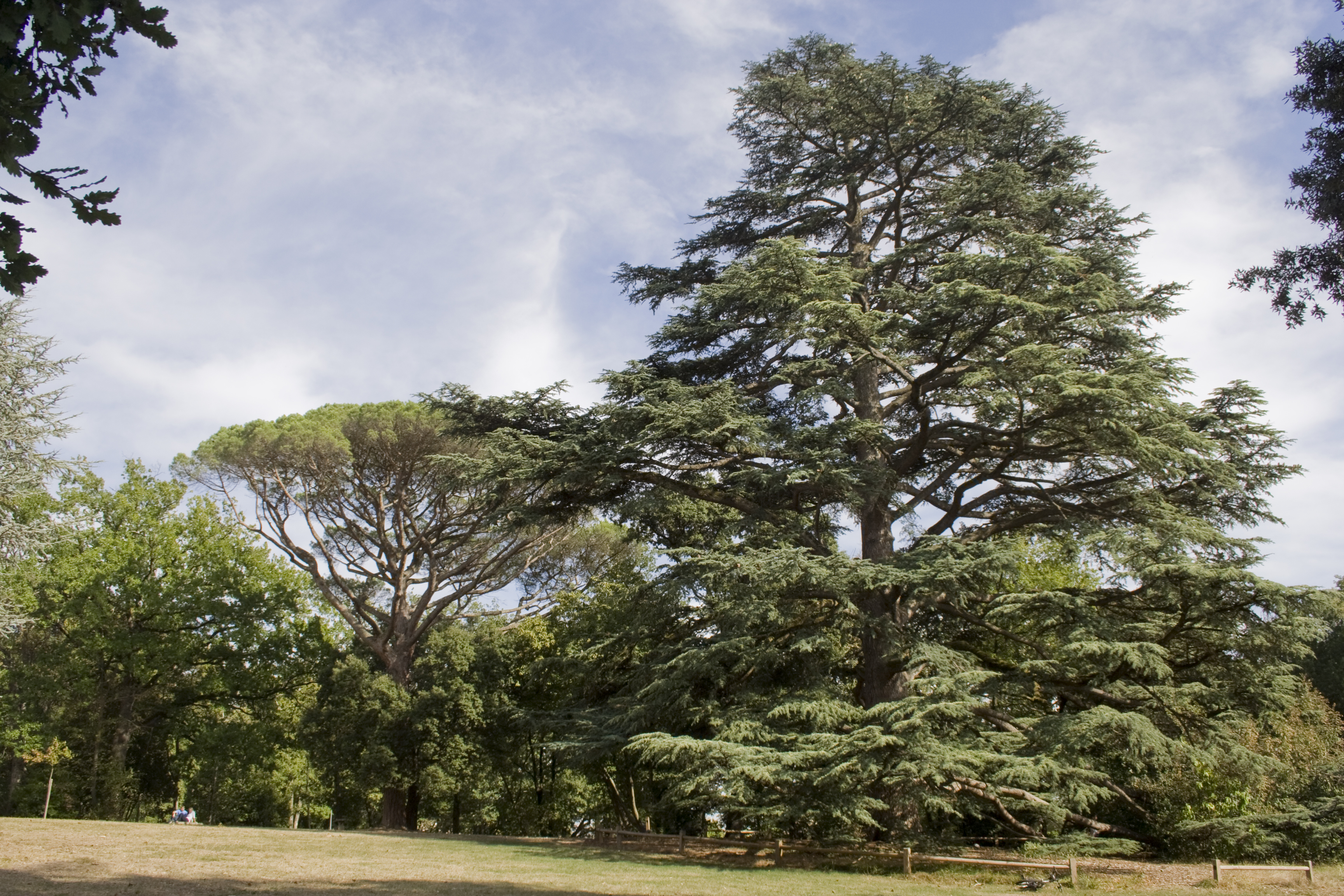
Parc de Malpagat.
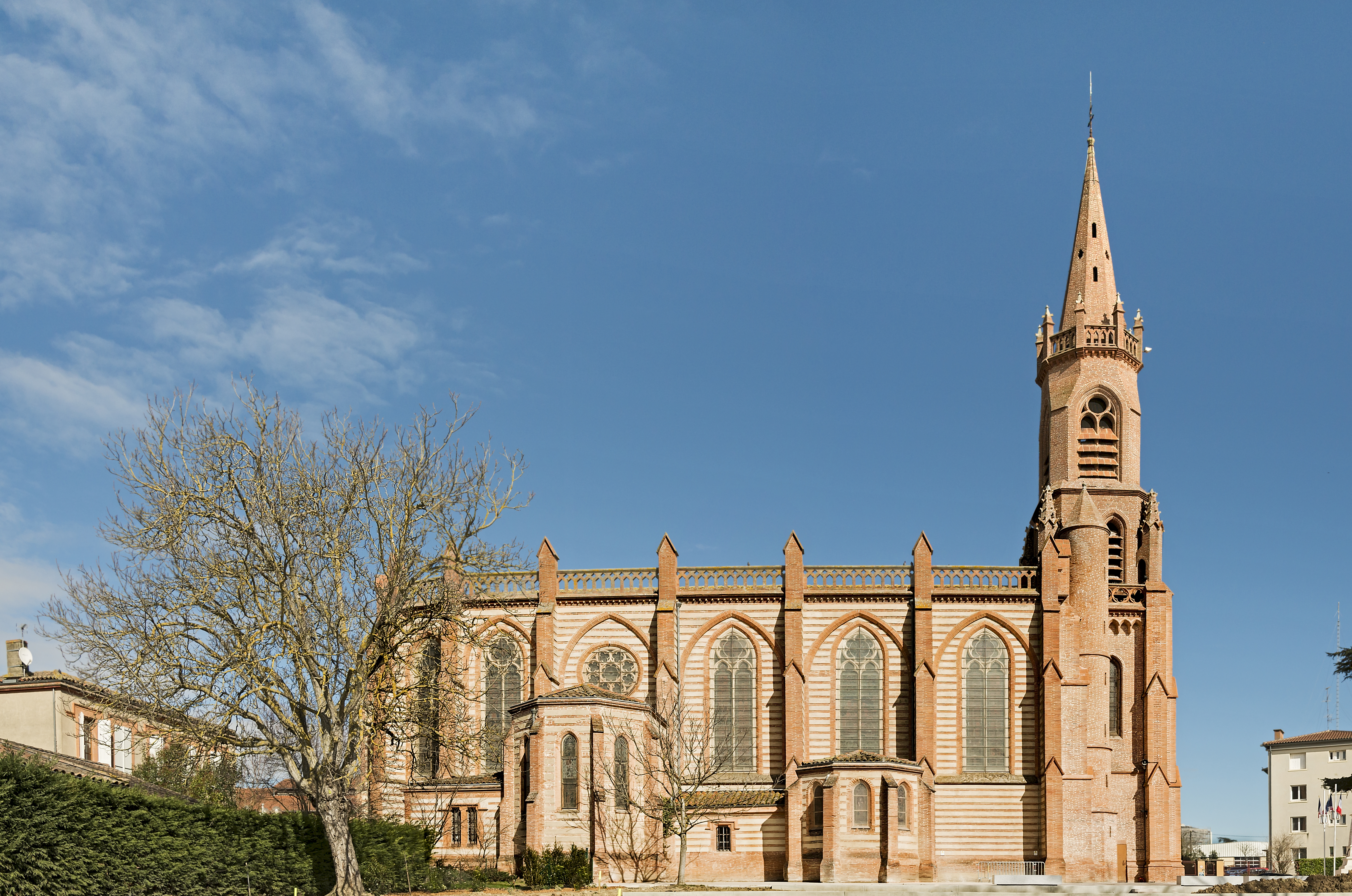
L'église Saint-Jean-Baptiste.
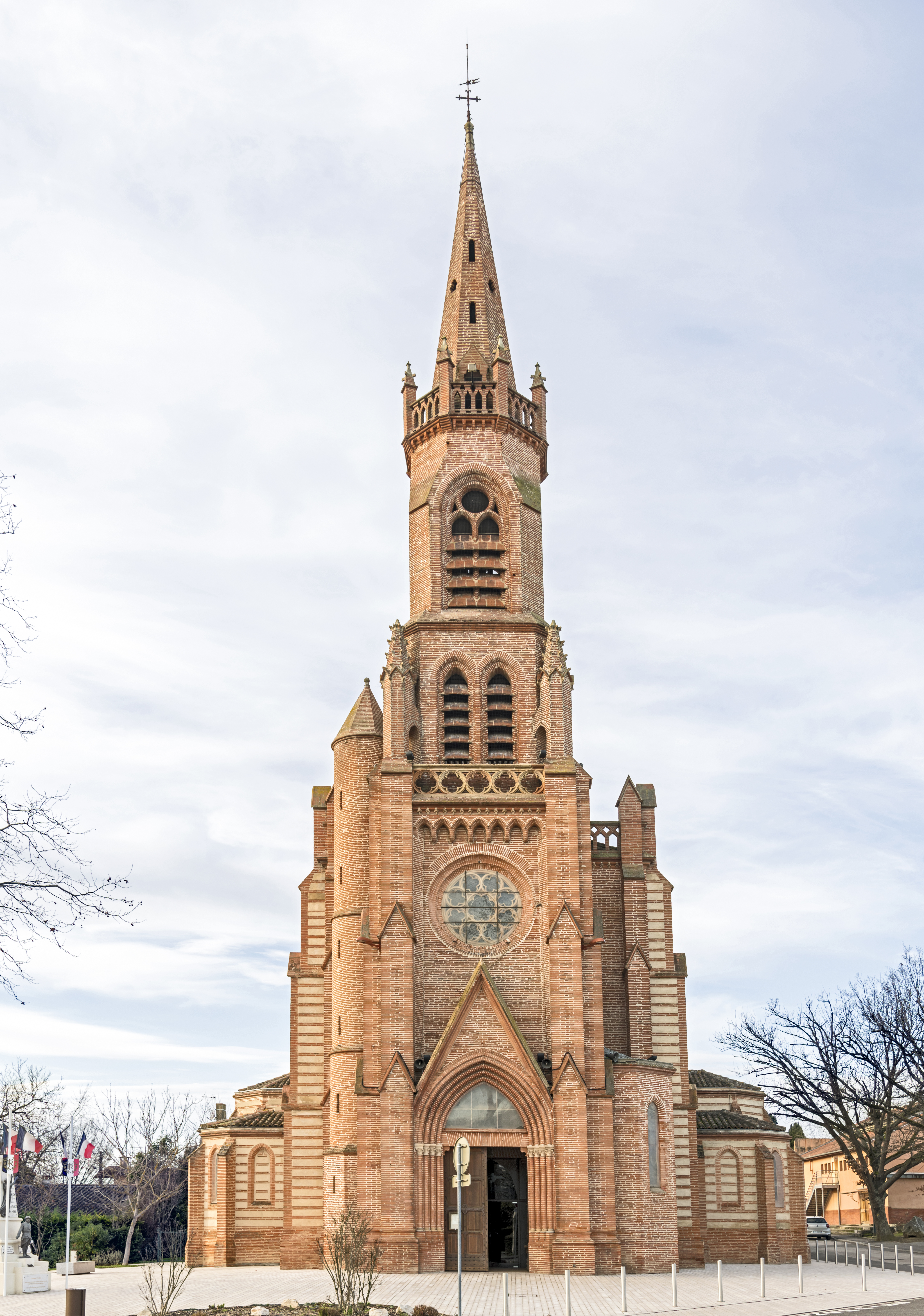
Le clocher.
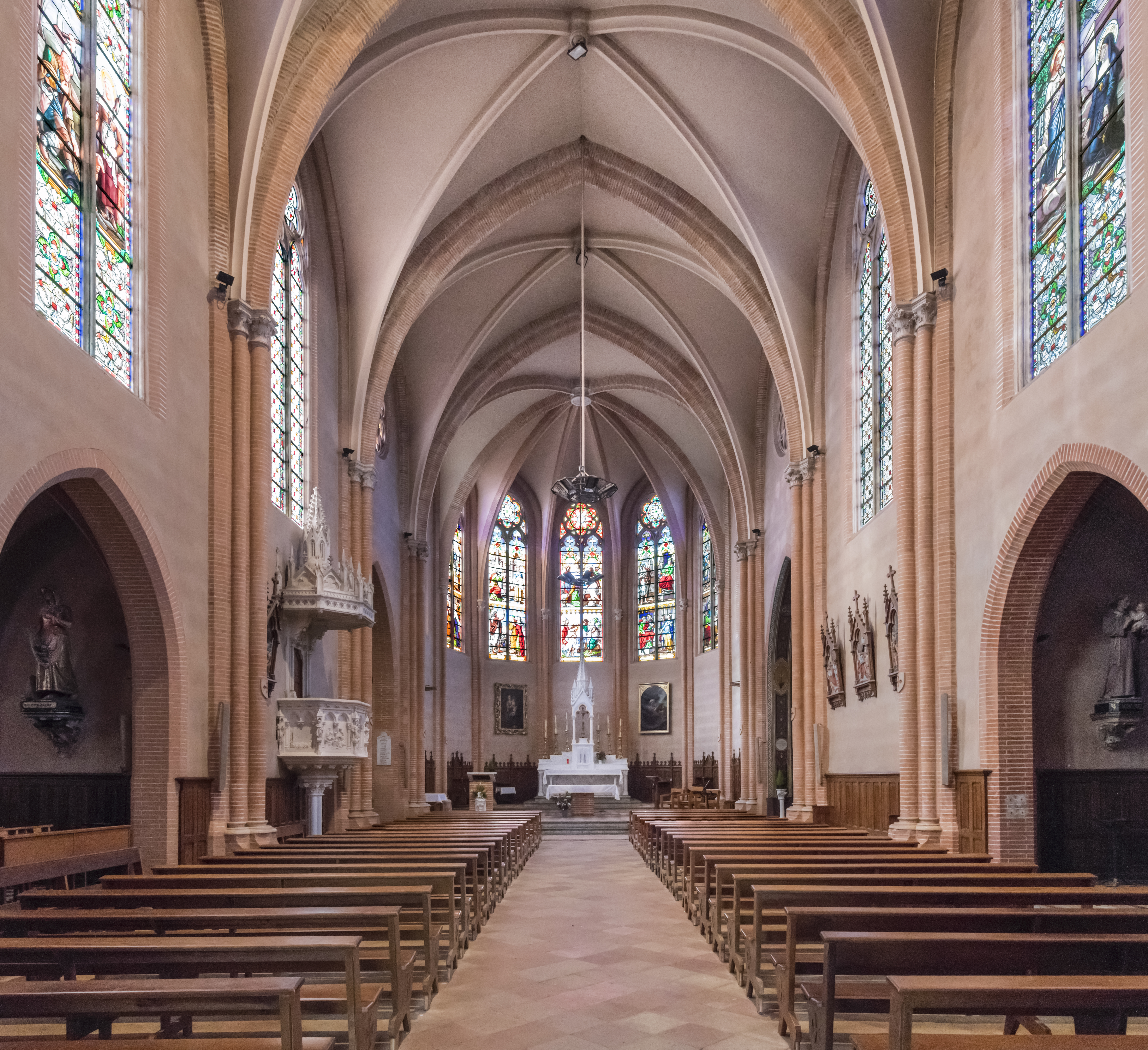
Vue de l'intérieur de l'église.
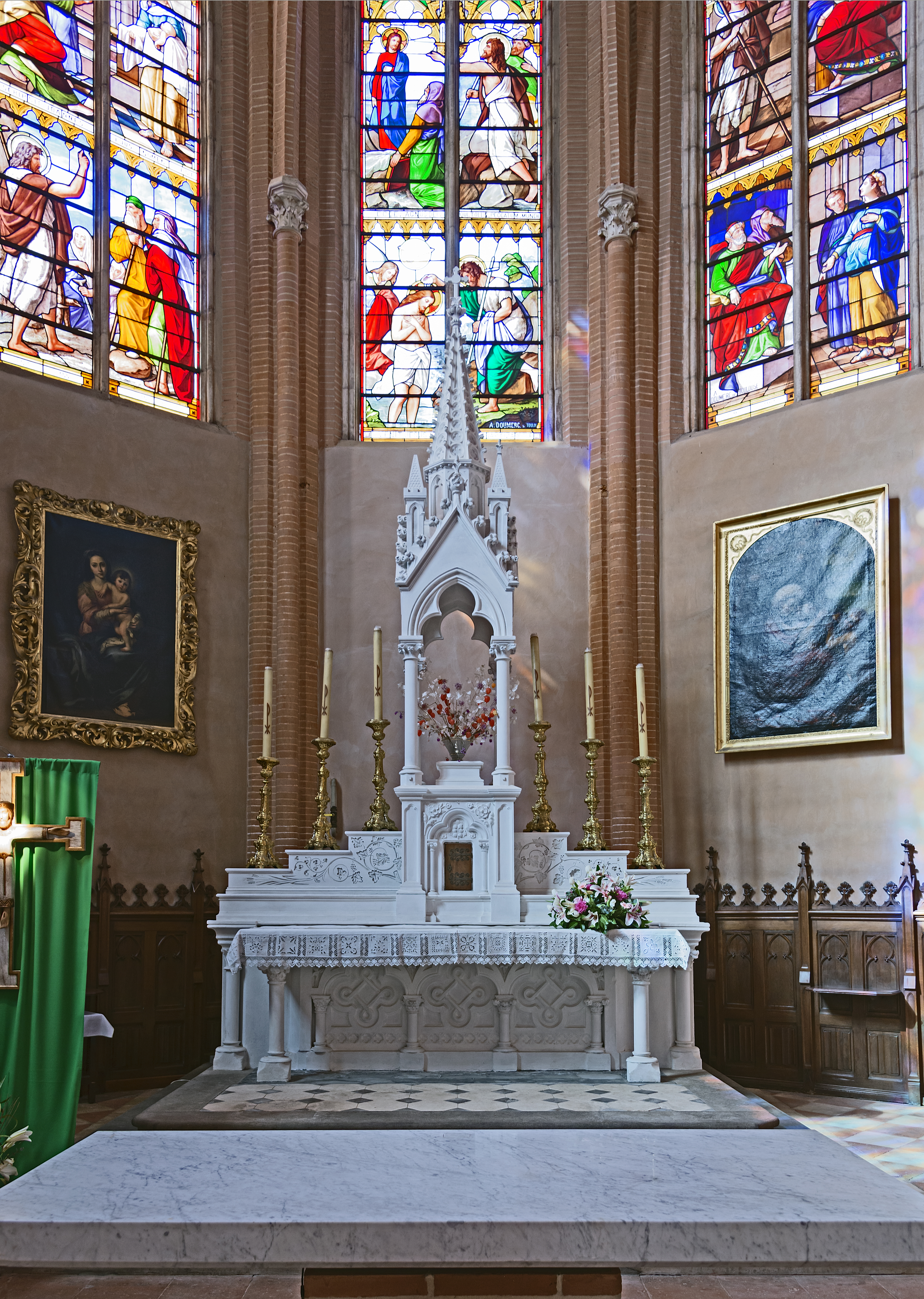
L'autel de l'église.
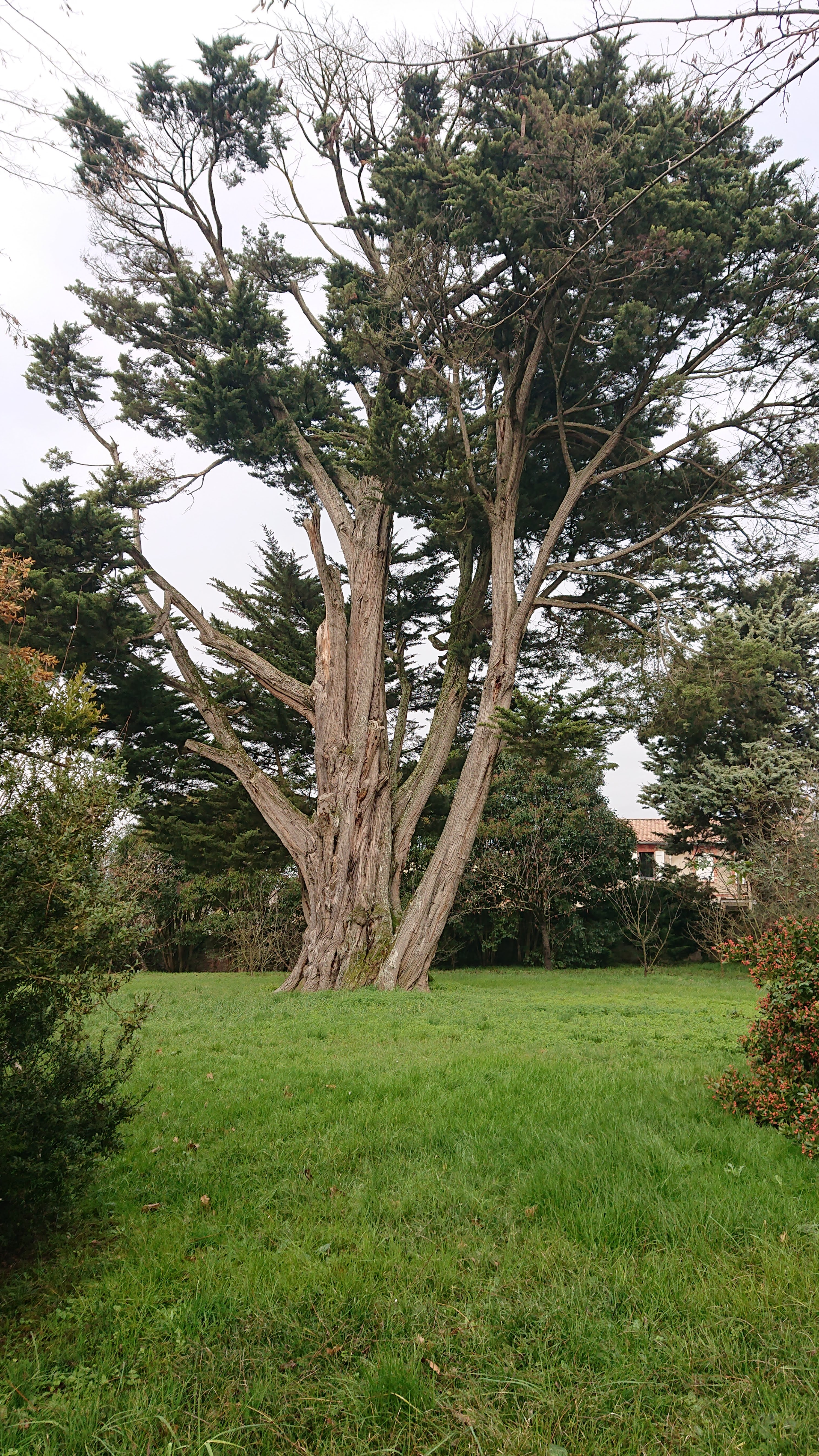
Arbre remarquable au parc de la Cornaudric.
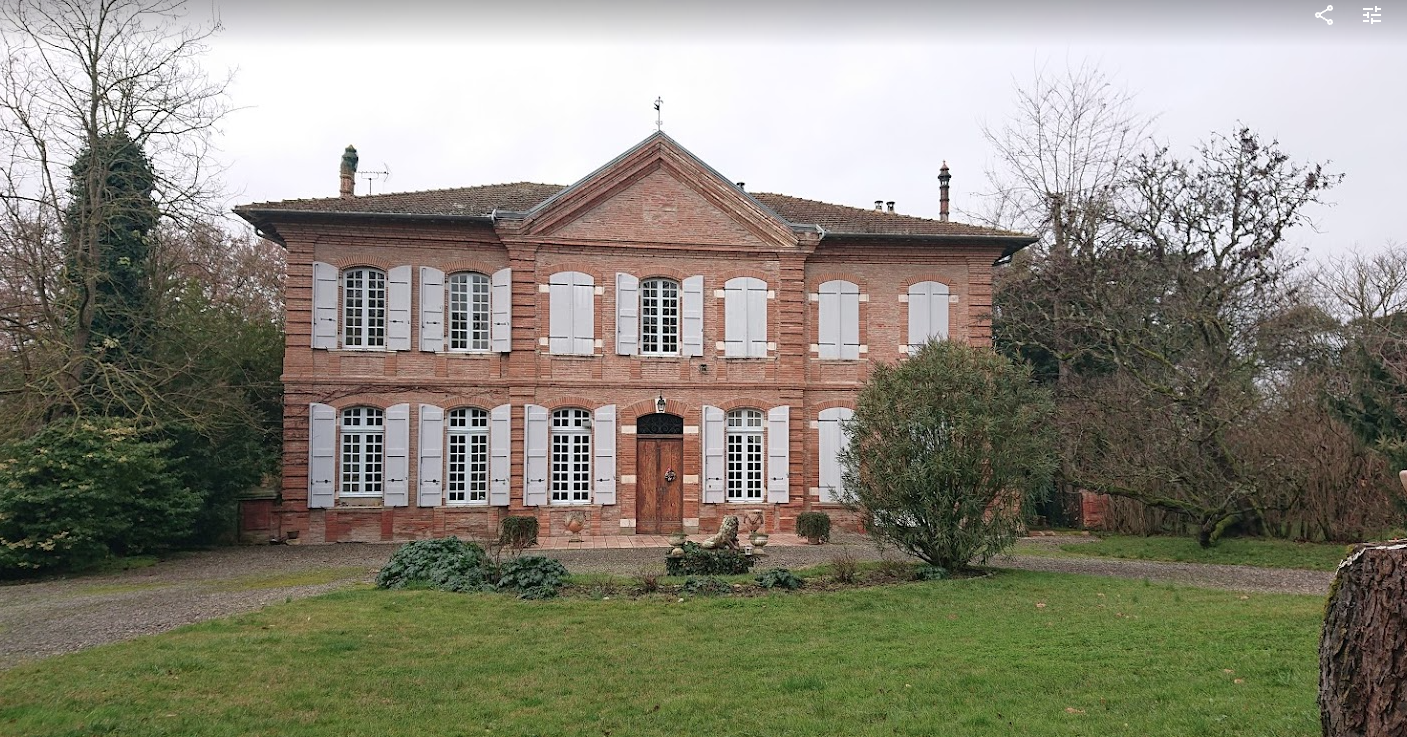
Le château et le parc de la Cornaudric.
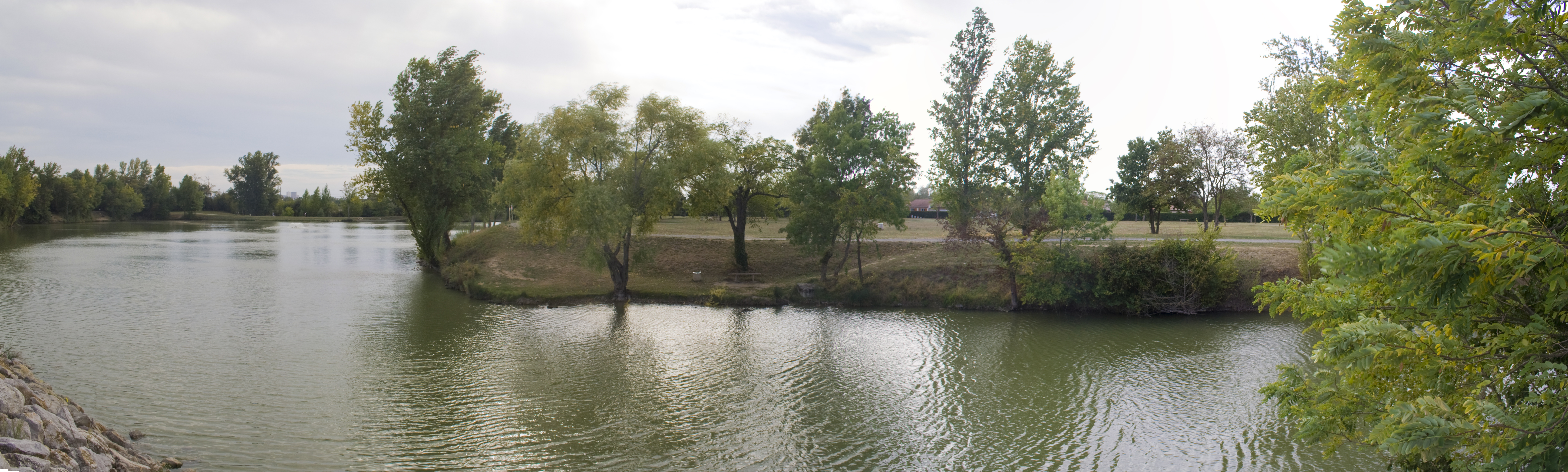
Lac de Saint-Caprais.Lac Saint-Caprais et ses environs

### Patrimoine culturel
La commune compte une bibliothèque une ludothèque, et de très nombreuses associations. Il y a aussi un cinéma et une maison des jeunes et de la culture.

### Personnalités liées à la commune
- Géraldine Maillet, romancière, réalisatrice et scénariste née dans la commune
- Line Haddad, patineuse artistique franco-israélienne
- Jean-Luc Reichmann, animateur de télévision
- Sylvia Pinel, ancienne ministre et ancienne députée de la deuxième circonscription de Tarn-et-Garonne
- Gérard Delacroix, chercheur-auteur-éditeur en archéologie, spécialisé en architecture navale des XVIIe et XVIIIe siècles
- Laurent Combalbert
- Jordan Adéoti, Dominique Casagrande, footballeurs
- Laura Agard, footballeuse
- Jean Fous, peintre naïf

### Héraldique
| L'Union | Son blasonnement est : De gueules à la bande de sable chargée d'une foi d'argent et d'or, accompagnée en chef d'une croix cléchée pommetée de douze pièces d'or et en pointe d'une croix de Malte d'argent. |

La « foi » (poignée de main) rappelle que L'Union est né de la fusion des hameaux de Belbèze-lès-Toulouse et Cornaundric en 1793. La croix de Toulouse symbolise le Pays d'Oc, et la croix de Malte le fait qu'autrefois l'ordre de Saint-Jean de Jérusalem avait de nombreuses possessions à L'Union.